# Монумент Ісмаїла Самані
38°34′25.24″ пн. ш. 68°47′07.17″ сх. д. / 38.5736778° пн. ш. 68.7853250° сх. д.
Монумент Ізмаїла Самані́ (тадж. Ҳайкали Исмоили Сомонӣ; офіційна назва: Меморіальний комплекс національної згоди та відродження Таджикистану з пам'ятником І. Сомоні) — величний пам'ятник Абу Ібрагіму Ісмаїлу ібн Ахмеду, еміру з династії Саманидів, засновнику міцної держави у Середній Азії, розташований у столиці Таджикистану місті Душанбе.

## Загальні дані
Монумент Ісмаїла Самані розташований на центральному майдані Душанбе, що від кінця 1990-х років також носила ім'я Ісмаїла Самані (колишні назви — за СРСР площа Леніна, потім площа Озоді / «Свободи»; тепер, у 2000-х площа Дусті / «Дружби»).
Пам'ятник і арку, як елемент меморіального комплексу, було виготовлено в Росії. 
Офіційно монумент разом з музеєм, присвяченим Саманидам та їх державі, було відкрито в урочистій обстановці в 1999 році на честь 1100-літнього ювілею Саманидської держави. 
Відтоді відвідання монумента за протоколом є обов'язковим для міжнародних делегацій високого рівня. 
Усі частини цього монумента жовтого кольору відлиті з щирого золота, тому він перебуває під постійним наглядом таджицьких правоохоронних органів.

## Опис
Велична бронзова постать Ісмаїла Самані зображена крокуючою подіумом, зведеним біля підніжжя арки заввишки 40 метрів. Саманидський правитель гордовито розглядається навкруги, тримаючи у здійнятій правиці золотий скипетр. Скипетр виконаний у вигляді сонячного диска, від якого відходять проміні добра. миру й життєвої наснаги.
Величезна арка, що символізує небесне склепіння, увінчана золотою короною тодж. Леви біля ніг Ісмаїла уособлюють полум'я, а водограї — стихію води.

## Виноски
1. ↑  Паспорт міста Душанбе [Архівовано 27 серпня 2010 у Wayback Machine.] (рос.) на Офіційний сайт м. Душанбе [Архівовано 6 вересня 2007 у Wayback Machine.]
2. ↑  Душанбе на www.megabook.ru, (електронна) мегаенциклопедія Кирила та Мефодія [Архівовано 12 квітня 2010 у Wayback Machine.] (рос.)